# Scandia (Marte)
Scandia  è una caratteristica di albedo della superficie di Marte.